# Jan Boomers
Jan Boomers (* 27. August 1927 in Eindhoven; † 1. Januar 1999 in Solingen) war ein deutscher Maler, Graphiker und Radierer.

## Leben und Werk
Jan Boomers wurde 1927 als Sohn von Erich und Johanna Boomers in der niederländischen Stadt Eindhoven geboren. Er besuchte ab dem Jahr 1940 ein Priesterseminar in Tilburg, jedoch verließ er das Kloster 1942 wieder im Alter von 15 Jahren. Zurück in Eindhoven besuchte er das St.-Joris-College und die Kunstakademie mit dem Schwerpunkt Malerei. Er gehörte zu einer Gruppe junger Künstler, die nach dem Zweiten Weltkrieg neue Wege des künstlerischen Ausdrucks suchten und die bisherige Malerei in Frage stellten.
Boomers besaß wie sein Vater die deutsche Staatsangehörigkeit, weshalb er 1947 nach Deutschland ausgewiesen wurde. Die Familie Boomers war seit 1895 in Solingen ansässig, sein Vater war gebürtiger Solinger. Da seine Verwandten ums Überleben kämpften, pendelte er zwischen Deutschland und Holland, um Lebensmittel zu besorgen. Schließlich lernte er 1948 seine spätere Ehefrau Ruth Möhring (24. März 1928 – 29. November 2021) kennen und beschloss, in Solingen zu bleiben.
In den folgenden Jahren durchlebte er eine wechselvolle Existenz mit Arbeiten, die er nicht als Berufung, sondern eher als Jobs verstand. In den 1960er Jahren begann er, in Einzelausstellungen seine Arbeiten zu zeigen. Er stellte in der Bundesrepublik sowie auch im europäischen Ausland aus. Ende der siebziger Jahre zählte er zu den meist ausgestellten Künstlern deutscher Gegenwartskunst. In über 200 Einzelausstellungen wurde sein bildnerisches Schaffen in Deutschland, Holland, Belgien, Frankreich und Österreich gezeigt. Er war auf Kunstmessen und Biennalen in Basel, Berlin, Cleveland, Düsseldorf, Hamburg, Ibiza, Köln, London und Paris vertreten und nahm an Ausstellungen des Goethe-Instituts in Afghanistan, Iran und Pakistan teil. 1987 erhielt er den Kunstpreis der Stadt Paris für sein graphisches Werk.
Seit den 1970er Jahren lehrte Jan Boomers an der VHS in Solingen und Hilden/Haan und gab jährlich Radierseminare in Berlin, Kiel und Ahaus. Einer der Seminar-Teilnehmer ist der Graphiker und Radierer Hans-Joachim Uthke. Zu Beginn der neunziger Jahre hatte er an der VHS mehr als 200 Schüler pro Semester und veranstaltete darüber hinaus Kunstreisen nach Holland, Belgien und Frankreich. 1986 reiste er im Rahmen der Solinger Städtefreundschaft als einer der ersten Bürger nach Jinotega in Nicaragua, um ein Jahr später in Managua und Matagalpa auszustellen. Gleichzeitig schuf er in Jinotega ein großes Wandgemälde, das bis heute zu sehen ist. In Solingen entwickelte er gemeinsam mit Hans-Werner Bertl eine Kunstauktion, deren Einnahmen sozialen und ökologischen Projekten für die Menschen in und aus Jinotega zugutekommen. Diese Wohltätigkeits-Versteigerung wird regelmäßig einmal jährlich durchgeführt.
In seiner Heimatstadt gründete er das „Solinger Kindermalfest“, bei dem mittels von ihm erfundener Geschichten die Kreativität der Kinder freigesetzt werden soll. Von 1986 bis 1998 führte er die Veranstaltung selbst erfolgreich durch, seit 1999 wird sie in seiner Tradition fortgesetzt. Mehrere andere Malaktionen mit Kindern und Jugendlichen fanden im öffentlichen Raum statt, beispielsweise in Fußgängertunneln, am Musikpavillon im Walder Stadtpark sowie in verschiedenen Schulen. Der Tunnel unter der Konrad-Adenauer-Straße in der Nordstadt wurde inzwischen verschlossen, aber die gemeinsam mit den Kindern erstellten Wandbilder blieben dort teilweise erhalten.
Infolge seiner Vielseitigkeit hinterlässt Boomers ein wechselhaftes, umfangreiches Werk. Es sind einerseits farbkräftige Gemälde, teils surreal oder geheimnisvoll, andererseits verwirrende oder aufregende Radierungen und Zeichnungen. Als persönlich stilbildend erscheint häufig die schwarz umrahmende Linie monochrom-farbiger Flächen.